# Christine Nesbitt
Pour les articles homonymes, voir Nesbitt.
Christine Nesbitt, née le 17 mai 1985 à Melbourne (Australie), est une patineuse de vitesse canadienne.

## Palmarès

### Coupe du monde
- 5 classements généraux en coupe du monde, 66 podiums dont 32 victoires en épreuve individuelle.
- 2e du 1 500 m en 2007-2008.
- 1re du 1 000 m et 3e du 1 500 m en 2008-2009.
- 1re du 1 000 m et 2e du 1 500 m en 2009-2010.
- 1re du 1 500 m et 2e du 1 000 m en 2010-2011.
- 1re du 1 000 m et 1e du 1 500 m en 2011-2012.
- 2e du 1 500 m en 2012-2013.

### Jeux olympiques
- Jeux olympiques d'hiver de 2006 à Turin ( Italie) :
  -  Médaille d'argent en poursuite par équipe (Femme), le 16 février, en compagnie de Kristina Groves et Clara Hughes.
- Jeux olympiques d'hiver de 2010 à Vancouver ( Canada) :
  -  Médaille d'or en 1 000 mètres, le 18 février.

### Championnats du monde
- Médaille d'or en poursuite aux Championnats du monde de 2007 à Salt Lake City.
- Médaille de bronze sur 1 000 m aux Championnats du monde de 2007 à Salt Lake City.
- Médaille d'argent en poursuite aux Championnats du monde de 2008 à Nagano.
- Médaille d'or sur 1 000 m aux Championnats du monde de 2009 à Vancouver.
- Médaille d'or en poursuite aux Championnats du monde de 2009 à Vancouver.
- Médaille de bronze sur 1 500 m aux Championnats du monde de 2009 à Vancouver.
- Médaille d'or sur 1 000 m aux Championnats du monde de 2011 à Inzell.
- Médaille d'or en poursuite aux Championnats du monde de 2011 à Inzell.
- Médaille de bronze toutes épreuves aux Championnats du monde de 2011 à Calgary.
- Médaille d'or aux Championnats du monde de sprint 2011 à Heerenveen.
- Médaille d'or sur 1 000 m aux Championnats du monde de 2012 à Heerenveen.
- Médaille d'or sur 1 500 m aux Championnats du monde de 2012 à Heerenveen.
- Médaille d'argent en poursuite aux Championnats du monde de 2012 à Heerenveen.
- Médaille de bronze toutes épreuves aux Championnats du monde de 2012 à Moscou.
- Médaille d'argent aux Championnats du monde de sprint de 2012 à Calgary.
- Médaille de bronze sur 1 500 m aux Championnats du monde de 2013 à Sotchi.

### Records
Elle a battu trois records du monde durant sa carrière dont deux en individuel.

## Distinction
Elle a reçu le Prix Oscar Mathisen en 2012.